# Triatlon op de Paralympische Zomerspelen 2024
Op de XVIIe Paralympische Zomerspelen, die in 2024 werden gehouden in Parijs, Frankrijk, is triatlon een van de 23 sporten die werden beoefend. De start was bij de Pont d'Iéna, een brug over de Seine tussen het 7e arrondissement en 16e arrondissement van Parijs, op 2 september. Er waren elf evenementen: voor mannen zes evenementen en voor vrouwen waren er vijf evenementen. Er werd 750 meter gezwommen door de rivier de Seine, gevolgd door 20 km wielrennen en het laatste stuk van 5 km hardlopen.

## Klasificaties
- PTVI - Triatleten met een visuele beperking
- PTWC - Triatleten met een lichamelijke handicap die gebruikmaken van een racerolstoel en een handbike
- PTS2 - Triatleten met een lichamelijke handicap die veel moeite hebben met hardlopen en wielrennen
- PTS4 - Triatleten met een lichamelijke handicap die een beetje moeite hebben met hardlopen en wielrennen
- PTS5 - Triatleten met een lichamelijke handicap die geen ernstige belemmeringen hebben

## Medaillespiegel
| Plaats | Land             | NPC | Goud | Zilver | Brons | Totaal |
| 1      | Verenigde Staten | USA | 3    | 3      | 2     | 8      |
| 2      | Groot-Brittannië | GBR | 2    | 1      | 2     | 5      |
| 3      | Frankrijk        | FRA | 2    | 1      | 1     | 4      |
| 3      | Spanje           | ESP | 2    | 1      | 1     | 4      |
| 5      | Nederland        | NED | 1    | 0      | 2     | 3      |
| 6      | Australië        | AUS | 1    | 0      | 0     | 1      |
| 7      | Italië           | ITA | 0    | 2      | 0     | 2      |
| 8      | Duitsland        | GER | 0    | 1      | 2     | 3      |
| 9      | Oostenrijk       | AUT | 0    | 1      | 0     | 1      |
| 9      | Brazilië         | BRA | 0    | 1      | 0     | 1      |
| 11     | Canada           | CAN | 0    | 0      | 1     | 1      |

## Uitslagen
| Mannen | Mannen  | Mannen                         | Mannen | Mannen                                 | Mannen | Mannen                              | Mannen |
| Klasse | Tijd    | Goud                           | Goud   | Zilver                                 | Zilver | Brons                               | Brons  |
| ------ | ------- | ------------------------------ | ------ | -------------------------------------- | ------ | ----------------------------------- | ------ |
| PTVI   | 58:41   | Dave Ellis Luke Pollard (gids) | GBR    | Thibaut Rigaudeau Cyril Viennot (gids) | FRA    | Antoine Perel Yohan le Berre (gids) | FRA    |
| PTWC   | 58:16   | Jetze Plat                     | NED    | Florian Brungraber                     | AUT    | Geert Schipper                      | NED    |
| PTS2   | 1:05:47 | Jules Ribstein                 | FRA    | Mohamed Lahna                          | USA    | Mark Barr                           | USA    |
| PTS3   | 1:08:05 | Daniel Molina                  | ESP    | Max Gelhaar                            | GER    | Nico van der Burgt                  | NED    |
| PTS4   | 58:01   | Alexis Hanquinquant            | FRA    | Carlson Clough                         | USA    | Nil Riudavets                       | ESP    |
| PTS5   | 58:44   | Chris Hammer                   | USA    | Ronan Cordeiro                         | BRA    | Martin Schulz                       | GER    |

| Vrouwen | Vrouwen | Vrouwen                                 | Vrouwen | Vrouwen                                    | Vrouwen | Vrouwen                         | Vrouwen |
| Klasse  | Tijd    | Goud                                    | Goud    | Zilver                                     | Zilver  | Brons                           | Brons   |
| ------- | ------- | --------------------------------------- | ------- | ------------------------------------------ | ------- | ------------------------------- | ------- |
| PTVI    | 1:04:19 | Susana Rodríguez Sara Perez Sala (gids) | ESP     | Francesca Tarantello Silvia Visaggi (gids) | ITA     | Anja Renner Maria Paulig (gids) | GER     |
| PTWC    | 1:06:23 | Lauren Parker                           | AUS     | Kendall Gretsch                            | USA     | Leanne Taylor                   | CAN     |
| PTS2    | 1:14:31 | Hailey Danz                             | USA     | Veronica Yoko Plebani                      | ITA     | Allysa Seely                    | USA     |
| PTS4    | 1:14:30 | Megan Richter                           | GBR     | Marta Francés                              | ESP     | Hannah Moore                    | GBR     |
| PTS5    | 1:04:40 | Grace Norman                            | USA     | Claire Cashmore                            | GBR     | Lauren Steadman                 | GBR     |